# Athyreus forcipatus
Athyreus forcipatus es una especie de coleóptero de la familia Geotrupidae que habita en Bolivia.